# Flatormenis fusca
Flatormenis fusca är en insektsart som först beskrevs av Melichar 1902.  Flatormenis fusca ingår i släktet Flatormenis och familjen Flatidae. Inga underarter finns listade i Catalogue of Life.